# Crisis de conciencia
Crisis de conciencia es un libro de 1983, escrito por Raymond Franz (1922-2010), quien fue miembro del Cuerpo Gobernante de los Testigos de Jehová entre 1971 y 1980.
Es una autobiografía donde Franz cuenta su historia durante el periodo que fue uno de los líderes doctrinales de los Testigos. Para escribirlo se basó en su conocimiento del funcionamiento interno de dicha religión y motivado según él, en su propia conciencia, por evidencias de que el Cuerpo Gobernante estuvo causando sufrimiento a miembros de esa confesión religiosa.

## Contexto
El escritor del libro, Raymond Victor Franz fue miembro de la alta jerarquía de los testigos de Jehová por un periodo de 9 años. Raymond fue expulsado de dicha religión el 31 de diciembre de 1981.
Franz afirmó que rechazó repetidas solicitudes durante los siguientes dos años de más entrevistas con los medios sobre el funcionamiento de la Sociedad Watch Tower, pero en 1983 decidió poner fin a su silencio después de que varios artículos de la Watchtower criticaran, los motivos, el carácter y la conducta de los antiguos Testigos que discrepaban con las doctrinas de la organización. Un artículo describía a los disidentes como
«independientes»,
«criticones»,
«tercos»,
«altaneros»,
«injuriosos»,
«desaforados»
«apóstatas»,
«Satanás».
Por ese motivo, el libro fue publicado por primera vez en 1983, dos años después de ser expulsado Raymond Franz.

## Argumento
Después de contar, Raymond Franz su historia desde que inició en los Testigos de Jehová, se concentró en describir los procedimientos internos del Cuerpo Gobernante. Grupo que abarcó 11 posiciones en el año 1971, cuando Franz fue invitado a formar parte de este.
La crítica de Franz comienza con la práctica de la expulsión, donde el expulsado sería privado hasta de un saludo.
También el autor desaprueba el rechazo al «servicio alternativo» al servicio militar,
los cálculos que llevan a la fecha de 1914 y la interpretación de la frase «esta generación».
Además denuncia los supuestos eufemismos de la sociedad para encubrir los cambio doctrinales cuando utilizaron términos como «conocimiento progresivo» y «luz cada vez más clara».

## Críticas

### Opiniones en contra del libro
Según el blog JWQuestion, Crisis de conciencia no es un estudio bíblico profundo. Tampoco es un llamado a la acción para los testigos que se enfrentan a desilusiones y remordimientos de conciencia debido a problemas en la secta. Más bien, serviría como un «réquiem» por los sueños incumplidos de Raymond Franz, así como por la tristeza, el dolor y la decepción de sus expectativas fallidas. Para ellos, Franz simplemente recopiló materiales comprometedores sobre los testigos de Jehová para simplemente vender un libro. Además, concluyen que el libro de Franz tiene un problema, que si bien enfatiza las deficiencias de los Testigos de Jehová y sus inconsistencias con la Biblia, a la hora de proponer otro camino, más correcto, resulta que no ofrece alternativa. Finaliza acusando a Franz de crear una multitud desordenada de quejosos y blasfemos de Jehová a partir de testigos débiles en la fe.
El escritor evangélico David Englund (años 1940-), autor del libro Getting through to Jehovah’s Witnesses: approaching Bible discussions in unexpected ways, afirma que se sintió decepcionado del libro al no encontrar ningún indicio donde el autor se diera cuenta de que Jesús es Dios y, por lo tanto, aceptara un nuevo nacimiento. Para él, fue lamentable no encontrar ninguna de estas doctrinas. Pues él percibía que Franz mostraba a la Watchtower como cristiana. Legalista, pero cristiana. Según Englund, Franz creía que ya era un creyente en Jesús y que ya había nacido de nuevo.
El lingüista noruego Rolf Furuli (1942-), que también fue expulsado de los Testigos de Jehová
y fue profesor en lenguas semíticas en la Universidad de Oslo,
opinó que Franz habló de la Biblia como un reportero y no como un erudito y, en muchos casos, fue tan dogmático como los miembros del Cuerpo Gobernante a los que criticaba.
Además, según Furuli, Franz no conocía los idiomas originales de la Biblia, por lo que analizó datos históricos de manera superficial.

### Opiniones a favor del libro
El historiador canadiense James Penton (1932-), ex profesor emérito de historia y estudios religiosos en la Universidad de Lethbridge, consideró que el libro era «notablemente informativo» y estaba «completamente documentado» y señaló que estaba «escrito más en un tono de tristeza que de ira».
El sociólogo británico Andrew Holden (años 1950-)
describió el libro como una de las obras biográficas más convincentes sobre la deserción de los testigos de Jehová.
En el sitio web PDF Manual Monster obtuvo una calificación de 4.6/5 de 862 votos.